# Rhacochelifer maculatus
Rhacochelifer maculatus es una especie de arácnido del orden Pseudoscorpionida de la familia Cheliferidae.

## Distribución geográfica
Se encuentra en Europa e Israel.
Como también en la "Laguna del difunto Manuel" en Las Flores, Argentina 